# Katepensaurus
Katepensaurus is een geslacht van plantenetende sauropode dinosauriërs, behorend tot de Diplodocoidea, dat tijdens het vroege Krijt leefde in het gebied van het huidige Argentinië. De enige benoemde soort is Katepensaurus goicoecheai.

## Vondst en naamgeving

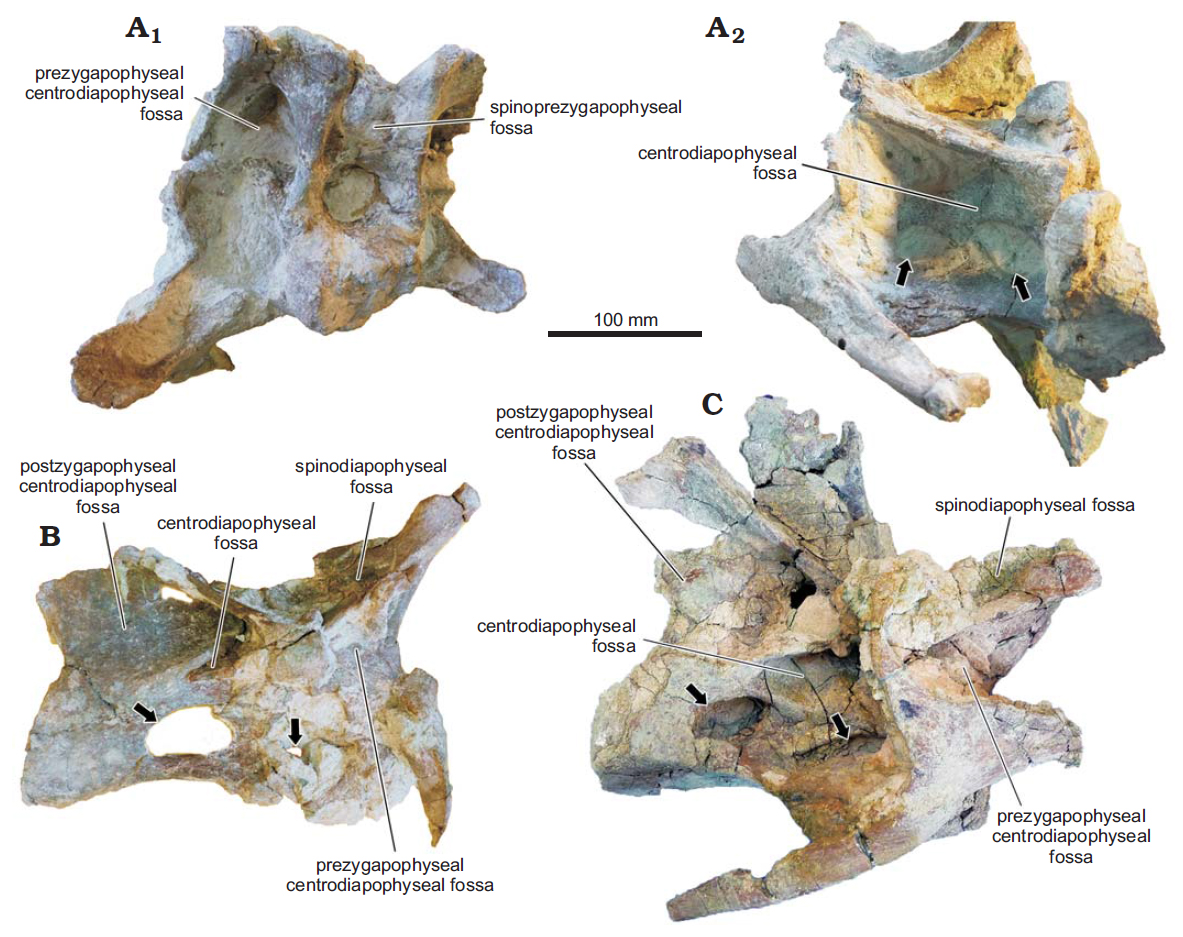
Halswervels

In 2013 benoemden en beschreven Lucio Ibiricu, Gabriel Casal, Rubén Dario Martínez, Matthew Lamanna, Marcelo Luna en Leonardo Salgado de typesoort Katepensaurus goicoecheai. De geslachtsnaam is afgeleid van het Tehuelche katepenk, "gat", een verwijzing naar een kenmerkende opening in de wervels. De soortaanduiding eert Alejandro Goicoechea, de eigenaar van de Laguna Palacios-ranch waar de vondsten zijn gedaan.
Het holotype, UNPSJB-PV 1007, is in 2005 in Chubut gevonden in een laag van de Bajo Barrealformatie die dateert uit het Cenomanien–Turonien, ongeveer vijfennegentig miljoen jaar oud. Het bestaat uit drie wervels uit de nek, drie uit de rug, twee uit de staart en nog eens twee uit een onbekende positie.
In 2015 werd aanvullend materiaal gemeld. In 2017 werd de pneumatisering van de wervels beschreven.

## Beschrijving

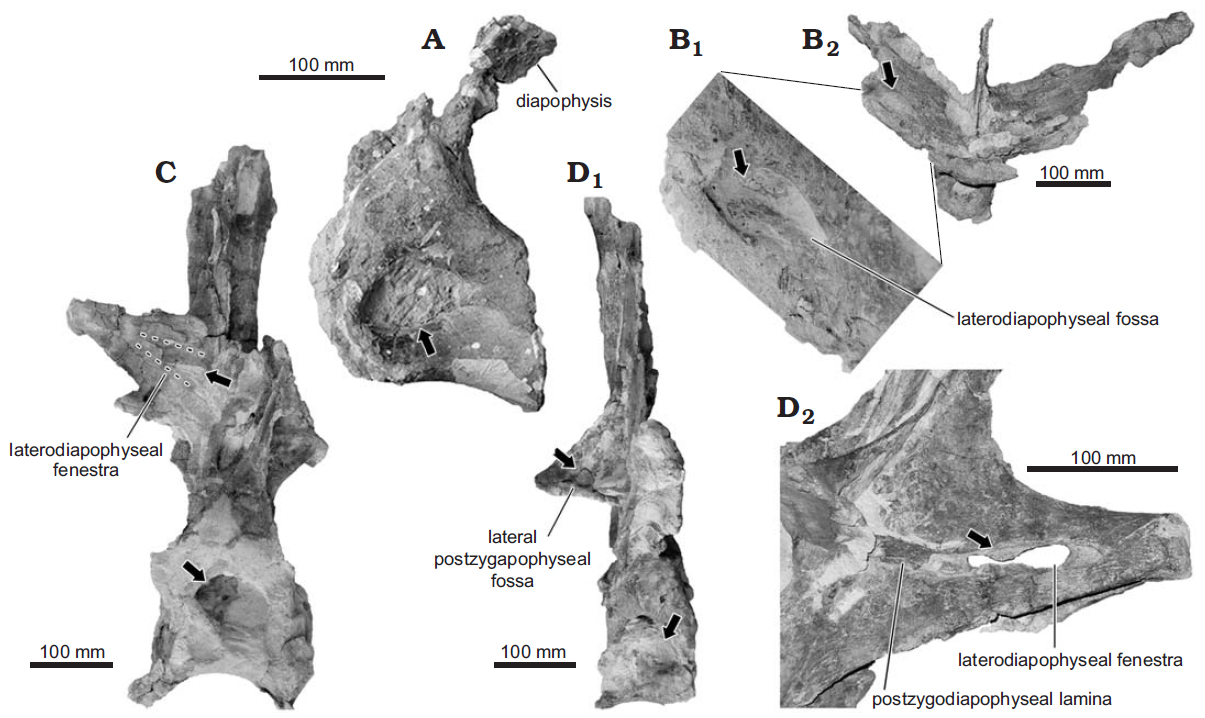
Ruggenwervels

De beschrijvers wisten enkele onderscheidende kenmerken van Katepensaurus vast te stellen; deze zijn unieke afgeleide eigenschappen ofwel autapomorfieën. Ze betreffen alle de ruggenwervels. De pleurocoel, de pneumatische uitholling op de zijkant, wordt in tweeën gedeeld door een interne richel. De beennaad tussen het wervellichaam en de wervelboog wordt doorsneden door verticale richels. In de holte die tussen de diapofyse en het wervellichaam richting parapofyse ligt, bevindt zich een paar richels. Het zijuitsteeksel wordt doorboord door een ovaal foramen; het is dit kenmerk waarnaar de geslachtsnaam verwijst. De achterste gewrichtsuitsteeksels hebben op hun buitenste zijkanten duidelijk afgetekende ronde uithollingen.
Het materiaal uit 2015 toonde twee aanvullende autapomorfieën. Bij de voorste ruggenwervels is het achterste centrumfacet onderaan breder dan bovenaan zodat overdwars een druppelvormig profiel ontstaat. Bij de voorste en middelste staartwervels hebben de zijuitsteeksels op hun bovenkant een ovale uitholling.
In 2017 bleek dat de wervels extreem gepneumatiseerd zijn, in een mate die tot nu toe alleen van Theropoda bekend was. De zijuitsteeksels of diapofysen zijn intern helemaal hol zonder zelfs versterkende beenbalken of tussenschotten. De pneumatisering zet zich door tot in de staartwervels.

## Fylogenie
Katepensaurus is door de beschrijvers in de Rebbachisauridae geplaatst. Daarbinnen zou het een lid zijn van de Limaysaurinae. Katepensaurus is de zuidelijkste bekende rebbachisauride. Een studie naar de verwantschappen van Tataouinea uit 2015 plaatste Katepensaurus basaal in de Rebbachisaurinae.